# Alejandra de la Guerra
Alejandra de la Guerra (14 de febrero de 1968) es una exjugadora de voleibol de Perú. Fue internacional con la Selección femenina de voleibol de Perú. Compitió en los Juegos Olímpicos de Seúl 1988, en los que Perú ganó la medalla de plata.